# Hans-Jürgen Krumnow
Hans-Jürgen Krumnow (* 17. Februar 1943; † 11. Juli 2015 in Bad Bodenteich) war ein deutscher Fußballspieler, der für Hertha BSC zehnmal in der Bundesliga auflief.

## Spielerkarriere
Hans-Jürgen Krumnow stand ab 1961 bei Hertha BSC in der Vertragsliga Berlin unter Vertrag. Dort kam der Torwart zunächst nicht am Stammkeeper Wolfgang Tillich vorbei. Erst in der Saison 1961/62 verhalf Übungsleiter Hanne Sobek Krumnow zu seinem Debüt gegen Tennis Borussia. Dieses verlief jedoch nicht wie geplant, denn so unterlief ihm in der zweiten Halbzeit ein Eigentor, welches im Verlauf des Spiels jedoch durch Torjäger Hans-Joachim Altendorff ausgeglichen werden konnte. In der mit der Meisterschaft abgeschlossenen Saison kam Krumnow lediglich ein weiteres Mal zum Einsatz. Durch den Titelgewinn qualifizierte sich Hertha für die Endrunde um die deutsche Meisterschaft. Dort spielte Krumnow im abschließenden Spiel gegen den 1. FC Kaiserslautern (3:0) für die bereits ausgeschiedenen Berliner. In der neugegründeten Bundesliga kam Krumnow 1963/64 erneut nicht an Tillich vorbei und kam lediglich zum Einsatz, als dieser verletzt ausfiel. Zur Saison 1964/65 verpflichtete Hertha mit Wolfgang Fahrian einen neuen Torhüter und Krumnow sah sich plötzlich der Rolle als Nummer drei gegenüber. Trotzdem brachte es Krumnow auf immerhin zwei Einsätze. Obwohl Hertha sportlich den Klassenerhalt geschafft hatte, wurde dem Verein die Lizenz wegen unerlaubt gezahlter Handgelder entzogen. In der Regionalliga-Saison 1965/66 stand Krumnow zunächst regelmäßig im Tor, musste diese Position im Laufe der Saison allerdings wieder an Fahrian abgeben. Nachdem Hertha lediglich die Partie gegen den Spandauer SV verloren hatte, qualifizierte man sich souverän als Meister für die Aufstiegsrunde, scheiterte dort jedoch unter anderem an Fortuna Düsseldorf. 1966/67 spielte Krumnow dann erstmals eine komplette Saison als etatmäßige Nummer eins, hatte aber nach der erfolgreichen Titelverteidigung erneut in der Aufstiegsrunde das Nachsehen. 1967/68 schaffte Hertha den Titelhattrick. Krumnow lieferte sich mit dem fünf Jahre jüngeren Volkmar Groß einen Kampf um die Nummer eins im Tor, den Groß letztlich für sich entscheiden konnte. In der Aufstiegsrunde konnte man im dritten Anlauf endlich den Aufstieg perfekt machen, indem Hertha Rot-Weiss Essen auf den zweiten Platz verwies. 1968/69 spielte Hertha BSC dadurch wieder im Fußballoberhaus. Dort wurde am Saisonende der Klassenerhalt sichergestellt. Jedoch kam Krumnow lediglich in der Partie gegen Borussia Mönchengladbach für vier Minuten zum Einsatz.
Daraufhin wechselte Hans-Jürgen Krumnow zu Blau-Weiß 90. Für Blau-Weiß bestritt Krumnow bis zu seinem Karriereende 1974 64 Partien in der Regionalliga.

## Trainerkarriere
Nach seiner Spielerkarriere war Hans-Jürgen Krumnow unter anderem als Trainer in der Amateurabteilung von Blau-Weiß 90 tätig.

## Erfolge
- Berliner Meister: 1963, 1966, 1967, 1968 (Hertha), 1973 (Blau-Weiß)